# Akustycznie/akusticky
Akustycznie/akusticky – dokumentacja  koncertu Józefa Skrzeka z 2002 roku. Publikacja została wydana jako czternasta płyta z 20 płytowego boxu muzycznego dotyczącego twórczości Józefa Skrzeka zatytułowanego Viator 1973–2007 wydanego przez Metal Mind Productions.

## Premiera
- Nagrania zostały zarejestrowane 14.05. 2002 roku, w klubie „Parnik”  w Ostrawie[1].
- Album po raz pierwszy został wydany przez Śląską Witrynę Muzyczną w 2003 roku, pod numerem katalogowym Cd 003[3].
- Oficjalna premiera całego 20 płytowego boxu odbyła się w Studiu Koncertowym Polskiego Radia Katowice w kwietniu 2007 r.[4].

## Muzycy
- Józef Skrzek – śpiew, fortepian, minimoog

## Lista utworów
1. „Zaćmienie słońca”  – 12:45
2. „Freedom With Us”  – 09:00
3. „Oczy gwiazdom już otwiera noc”  – 04:11
4. „Luiza”   – 04:08
5. „Eli”  – 05:35
6. „Z których krwi krew moja”   – 06:29
7. „Zmartwychwstanie”  – 07:41
8. „Całkiem spokojne zmęczenie”  – 11:16
9. „Josephine”  – 04:58
10. „Erotyk”  – 08:07

## Informacje dodatkowe
- Autorami tekstów są: utwory: (1,3,6,10) Julian Matej, utwór (2) Marek Milik, utwory: (4,5,7) Alina Skrzek, utwór (8) Tomasz Pałasz, utwór (9) Tom Winter[1].
- Utwory: (2,6,8) są coverami grupy SBB[5].
- [https://skrzek.bandcamp.com/album/2003-05-30-ostrava-parnik Koncert promocyjny z okazji wydania ww. płyty, zagrany przez Józefa Skrzeka w tym samym klubie w Ostrawie.
- oficjalna strona płyty w Archiwum Polskiego Rocka. polskirock.art.pl. [zarchiwizowane z tego adresu (2015-07-02)].
- Box został wydany w ilości 1000  numerowanych egzemplarzy.